# تاريخ الاتحاد الإفريقي لكرة القدم

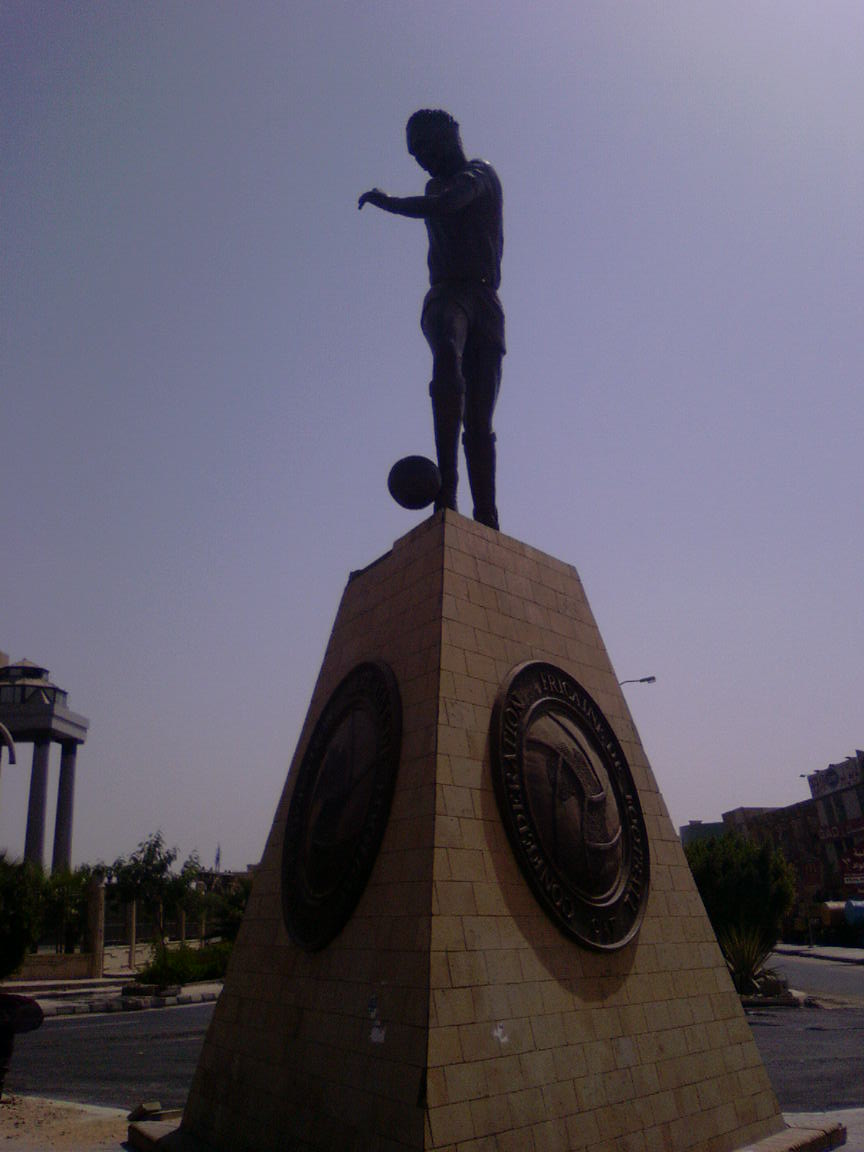
مقر الاتحاد الأفريقي لكرة القدم بمدينة السادس من أكتوبر، مصر

إن الاتحاد الأفريقي لكرة القدم هو الهيئة العليا التي تنظم لعبة كرة القدم في القارة الأفريقية، حيث تم تأسيسه في عام 1957، ويتألف الأعضاء المؤسسين من كل من مصر، والسودان، وأثيوبيا، وجنوب أفريقيا. حيث يقع مقر الاتحاد الإفريقي لكرة القدم المكون من 54 عضو في جمهورية مصر العربية.

## بداية اقتراح التأسيس
كانت بداية الدوافع التي أدت إلى تأسيس الاتحاد الافريقي لكرة القدم هو اقتراح أطلقه الدكتور السوداني عبد الحليم محمد، وكان معه الرئيس الأول للاتحاد المصري الجنسية أيضا عبد العزيز سالم، ومحمد لطيف ويوسف محمد والسودانيون عبد الرحيم شداد وبدوي محمد وعبد الحليم محمد والجنوب أفريقي وليام فيل؛ حيث تدارسوا إمكانية إنشاء اتحاد إقليمي وإقامة بطولة تجمع شعوب القارة الأفريقية، وقد تم هذا الاجتماع خارج حدود القارة في مدينة لشبونة بالبرتغال في يونيو عام 1956.
كانت العاصمة البرتغالية تستضيف مؤتمر الاتحاد الدولي لكرة القدم (الفيفا)، وقد حضر ذلك المؤتمر أربع دول من قارة أفريقيا وهي مصر، والسودان، وإثيوبيا، وجنوب أفريقيا، حيث تم عرض تلك الدول لفكرة إنشاء الاتحاد الإفريقي لكرة القدم في هذا التجمع، وذلك أثناء مناقشة القضايا ذات الاهتمام المشترك.
وعقب انتهاء المؤتمر، عقدت الدول الأفريقية الأربعة العزم على الاجتماع مرة أخرى في مدينة الخرطوم في فبراير 1957 للقيام بصياغة مشروع النظام الأساسي للاتحاد ومناقشة انطلاق أول بطولة لكأس الأمم الأفريقية.
وفي غضون ذلك، أدلى الاتحاد الدولي لكرة القدم بصوته في المؤتمر المنعقد في مدينة برن بسويسرا للاعتراف بأفريقيا كاتحاد، مما أعطى قارة أفريقيا الحق في تعيين أول ممثل لها في اللجنة التنفيذية للاتحاد الدولي لكرة القدم، وكان هذا العضو هو المهندس عبد العزيز عبد الله سالم من جمهورية مصر العربية، وقد تم التوقيع على القانون الدستوري للاتحاد الإفريقي الجديد الخاص بكرة القدم في مدينة الخرطوم وذلك في 8 يونيو 1957، وتم تعيين عبد الله سالم كأول رئيس للاتحاد الأفريقي.

## السودان منظم البطولة الأولى
في 10 فبراير 1957 شهدت مدينة الخرطوم العاصمة السودانية، بعد انعقاد الجمعية التأسيسية للاتحاد الإفريقي لكرة القدم، إقامة أول بطولة لكأس الأمم الإفريقية بمشاركة الأربعة دول المؤسسين للاتحاد إلا أن جنوب أفريقيا انسحبت من النسخة الأولى لاحقاً لإصرارها على المشاركة بمنتخب يعكس الفصل العنصري فيها، وقد نجحت مصر بالفوز بلقب البطولة بعد الفوز في النهائي على حساب أثيوبيا برباعية نظيفة، وقد برهنت هذه البطولة على بداية انطلاق مغامرة قوية لا تزال مستمرة حتى الآن حيث ان كأس الأمم الأفريقية يعد من أقوى بطولات كرة القدم على مستوى العالم.

## مصر واثيوبيا
نالت مصر شرف استضافة النسخة الثانية من كأس أمم أفريقيا الذي اقيم في عام 1959 بمشاركة الثلاثة دول المؤسسين للاتحاد وهم مصر البلد المضيف، والسودان وأثيوبيا، ثم تمكن المنتخب المصري المضيف للبطولة من إضافة كأسه الثانية بتحقيقه لفوزين واحتلاله الصدارة، وبعدها استضافت أثيوبيا النسخة الثالثة من نهائيات أمم أفريقيا في عام 1962 أي بعد 3 سنوات من نسخة 1959 بظهور أول للمنتخب التونسي والأوغندي مع استمرارية تواجد مصر وأثيوبيا في البطولة، عادت الأفضلية في هذه النسخة للمنتخب الأثيوبي الذي انتصر على مصر في المباراة النهائية بنتيجة 4-2 بعد تمديد الوقت محققاً لقبه الأول والوحيد في البطولة.

## فوز غانا ببطولة الاتحاد وتنظيمها للبطولة

غانا أول منظم وفائز ببطولة الاتحاد من غير الدول المؤسسين

في السنوات اللاحقة، بدأت الدول الأفريقية تنضم للاتحاد واحدة تلو الأخرى، حيث ان في بداية الأمر لم تكن نهائيات كأس أمم أفريقيا تقام بنظام زمني محدد، انطلاقاً من 1970 باتت البطولة تقام كل سنتين، إذ أن النسخة الرابعة التي احتضنتها غانا في عام 1963 أتت بعد سنة واحدة من نسخة أثيوبيا وشاركت فيها منتخبات أثيوبيا ومصر ونيجيريا التي تشارك للمرّة الأولى بالإضافة لتونس والسودان، ثم توالت بطولات كأس الأمم الأفريقية حتى الآن.

## بداية مشاركة الأندية
في عام 1964 أقام الاتحاد بطولة خاصة بالأندية بطولة إفريقيا للأندية الأبطال وتضم الأندية أبطال الدوري في البلدان الإفريقية. وكانت تقام بنظام الذهاب والإياب في جميع أدوارها. وأصبحت تؤهل بطلها إلي مباراة كأس السوبر الإفريقي التي بدأت عام 1993. وفي نسختها عام 1999 أصبحت تؤهل بطلها إلي بطولة كأس العالم للأندية.
البطولة الثانية كانت في غانا بمشاركة 6 فرق تحت ضيافة نادي أشانتي كوتوكو الغاني الفريق المنظم ونادي الهلال السوداني ونادي هافيا كوناكري الغيني ونادي موتيما بيمبي الكنغولي واستاد ابيدجان العاجى الذي فازه بها بعد استهتار نجوم الهلال السودانى وذهابهم إلى شلالات كلمنجارو فقد كانت المشاركة عباره عن سياحه وتوثيق العلاقات فلعب الهلال بالصف الثاني وكان ناقصاً لاعبين وقد خسره في نصف النهائى اما الملعب العاجى 2/1
في العام 1967 لم تقم البطولة التي كان مقرر اضافتها من قبل نادى الهلال السودانى بسبب هزيمه النكسة في العام سبعين بدأت أندية شمال أفريقيا بالظهور عندما توجه باللقب نادى الإسماعيلى المصري.
أول كأس لعبت عليها هذة البطولة كانت تحمل اسم الرئيس الغانى الراحل كوامي نكروما والتي بدأ اللعب عليها منذ بداية البطولة عام 1964 وحتى احتفظ بها نادى هافيا كوناكرى الغينى عام 1977 عقب فوزه في الدور النهائي على هارتس أوف أوك (غانا) و كان قد فاز بنفس الكأس عامي 1972، 1975.

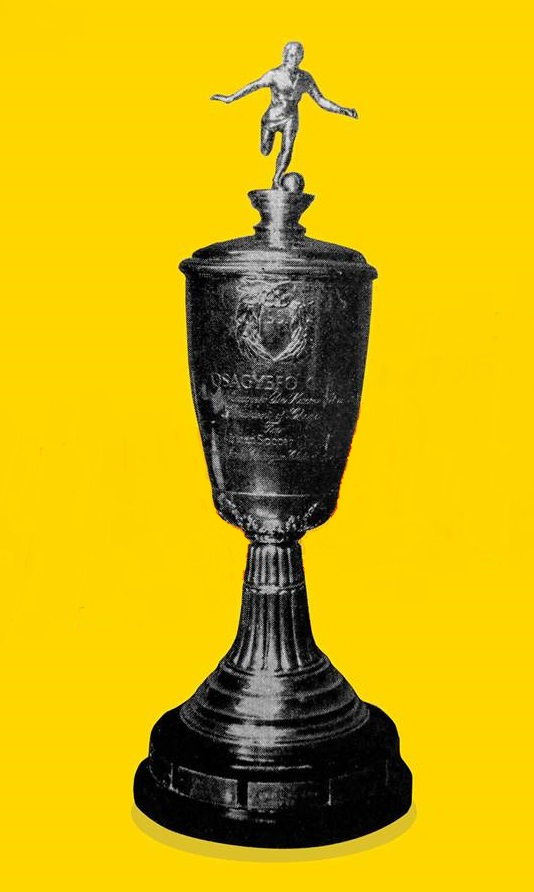
كأس البطولة الأول (1964 - 1977)
شكل الكأس (1978 - 1993)
شكل الكأس (1994 - 2006)
شكل الكأس (2007 - 2013)
شكل الكأس (2014 - الان

 لعبت البطولة على كأس جديدة بداية من عام 1978 حملت اسم الرئيس الغينى الراحل أحمد سيكو توري تلك التي احتفظ بها الزمالك المصري عام 1993 عقب فوزه في الدور النهائي على أشانتي كوتوكو (غانا) و كان قد فاز بنفس الكأس عامي 1984، 1986. ثم لعبت البطولة على كأس جديده بداية من عام 1994 وحتى احتفظ بها النادى الأهلى المصري عام 2006 هي الأخرى عقب فوزه على الصفاقسي (تونس) وكان قد فاز بنفس الكأس عامي 2001، 2005. ثم لعبت البطولة على كأس جديده بداية من عام 2007 وحتى احتفظ بها النادى الأهلى المصري عام 2013 هي الأخرى عقب فوزه على أورلاندو (جنوب أفريقيا) وكان قد فاز بنفس الكأس عامي 2008، 2012. ثم لعبت البطولة على كأس جديدة بداية من عام 2014 ولا زالت تقام عليها منافسات البطولة حتي الآن
تأسس بعد ذلك بقية بطولات الأندية مثل كأس الكؤوس الأفريقية عام 1975 وكأس السوبر الأفريقي عام 1993 وغيرها.

## بطولة الشباب
بطولة أفريقيا لكرة القدم للشباب هي بطولة كرة قدم تخص منتخبات إفريقيا للشباب، ينظمها الاتحاد الأفريقي لكرة القدم. ولقد نظمت لأول مرة سنة 1979 على نظام كأس ذهاب وإياب حتى سنة 1991، أين أصبحت تجرى على نظام بطولة تقام كل سنتين في بلد معين.

## بطولة الناشئين
وهي بطولة كرة قدم تخص منتخبات إفريقيا للشباب تحت 17 عام. ولقد نظمت لأول مرة سنة 1979 على نظام كأس ذهاب وإياب حتى سنة 1991، أي أصبحت تجرى على نظام بطولة تقام كل سنتين في بلد معين.

## بطولة المحليين
بطولة أمم إفريقيا للمحليين لكرة القدم هي بطولة حديثة تخص اللاعبين الذين ينشطون داخل قارة إفريقيا وفي الدوريات المحلية لبلدانهم ينظمها الاتحاد الافريقى لكرة القدم كل عامين بين الدول الإفريقية المتأهلة من التصفيات لتحديد بطل القارة الأفريقية للمحليين. أنشأت هذه البطولة سنة 2009 وكانت أول دولة تستضيفها السودان.